# 堂垣内尚弘
堂垣内 尚弘（どうがきない なおひろ、1914年（大正3年）6月2日 - 2004年（平成16年）2月2日）は、日本の技術官僚・政治家。東日本学園大学（後の北海道医療大学）の名付け親でもある。学校法人東日本学園名誉理事長。位階勲等は、従三位勲一等瑞宝章。学位は、工学士（北海道帝国大学）。称号は、剣道範士。

## 来歴・人物
札幌市出身。札幌一中（現北海道札幌南高等学校）を経て、1938年（昭和13年）北海道帝国大学（後の北海道大学）工学部土木工学科卒業（工学士）。海軍省建設局に勤務。復員を経て、1946年（昭和21年）北海道庁に勤務。その後北海道開発庁へ出向し、1965年（昭和40年）同庁事務次官となる。1967年（昭和42年）北海道開発庁退官。
1967年（昭和42年）北海学園大学工学部教授（道路交通学）。1969年（昭和44年）北海道総合開発研究所所長（〜1971年）。1970年（昭和45年）北海学園大学辞職。
その後1971年（昭和46年）、町村金五の後継として保守陣営から北海道知事に当選し3期務めた。知事退任後、第13回参議院議員通常選挙に自由民主党の比例代表候補として立候補するが、名簿搭載順位が27位と低く落選している。1983年（昭和58年）に北海学園大学工学部教授（道路交通学）に再び就任した。同年、学校法人北海学園理事にも就いた。1986年（昭和61年）北海道測量専門学校顧問に就く。
1989年（平成元年）には学校法人・東日本学園大学（後の学校法人・東日本学園、現北海道医療大学の運営法人）の理事長に就任する。1995年（平成7年）には学校法人・東日本学園の名誉理事長となる。
また、同じ学部学科の後輩の坂上孝幸に「土木屋は学長も務めるべき」と励まし、学長に就くことを強く促したという逸話もある。
真宗大谷派の門徒でもある。
2004年（平成16年）2月2日午後11時1分、死去。89歳没。

## 評価
- 歴代北海道知事としての評価は高い。部下の使い方が上手であり、札幌オリンピックなど経済発展に寄与した、人柄が良かった、中央とのパイプが太く北海道の開発事業が進んだことなどが理由となっている。
- 知事退任に伴い、後継者に三上顕一郎副知事を指名したが、三上は日本社会党推薦の横路孝弘（後に衆議院議長）に敗れた。

## エピソード
- 1976年（昭和51年）のさっぽろ雪まつりの会場において、来日していたソ連の対日外交責任者のイワン・コワレンコが「返せ、北方領土」の看板の撤去を命令調に要求したが、堂垣内知事は毅然として拒絶している。コワレンコはシベリア抑留に関与しており、日本人を見下す姿勢を持っていた。
- 1988年（昭和63年）、勲一等瑞宝章を受章。北海道知事が北海道大学学長よりも地位が低いのはおかしいと、「勲一等」にこだわったという話がある。
- 同じく1988年には、カルガリーオリンピックにおいて日本選手団の団長を務めた。

## 受賞歴
- フィンランド獅子一等騎士勲章（1980年）
- 勲一等瑞宝章（1988年）
- 外務大臣表彰（1989年）
- 土木学会功績賞（1991年）
- 北海道新聞スポーツ賞（2001年）
- 従三位（2004年）

## 著書
- 『北海道道路史』（共著、北海道道路史調査会、1990年）